# Карпач
Карпач (пол. Karpacz, нем. Krummhübel) — город в Польше, входит в Нижнесилезское воеводство, Еленегурский повят. Имеет статус городской гмины. Занимает площадь 37,96 км². Население — 5107 человек (на 2004 год).